# Ballancourt-sur-Essonne
Ballancourt-sur-Essonne ist eine französische Gemeinde südlich von Paris mit 7795 Einwohnern (Stand: 1. Januar 2022) im Département Essonne in der Region Île-de-France. Sie gehört zum Arrondissement Évry und zum Kanton Mennecy. Die Einwohner werden Ballancourtois genannt.

## Geographie
Ballancourt-sur-Essonne liegt am Fluss Essonne, in den hier die Juine mündet, etwa 37 Kilometer südöstlich von Paris. Im Norden wird die Gemeinde durch Fontenay-le-Vicomte begrenzt, im Nordosten durch Chevannes, im Osten und Südosten durch Champcueil, im Süden durch Baulne, im Westen und Südwesten durch Itteville sowie im Nordwesten durch Vert-le-Petit.

## Verkehr
Ballancourt-sur-Essonne wird durch die Linie RER D bedient.

## Bevölkerungsentwicklung
| Jahr                       | 1962 | 1968 | 1975 | 1982 | 1990 | 1999 | 2011 | 2019 |
| Einwohner                  | 2825 | 3477 | 5025 | 5549 | 6174 | 6273 | 7425 | 7593 |
| Quellen: Cassini und INSEE |      |      |      |      |      |      |      |      |

## Sehenswürdigkeiten
- Kirche Saint-Martin
- Kapelle Saint-Blaise
- Château de Saussay aus dem 17. Jahrhundert, Monument historique seit 1951
- Waschhaus
- Haus und Park de Madame Chaumerdiac

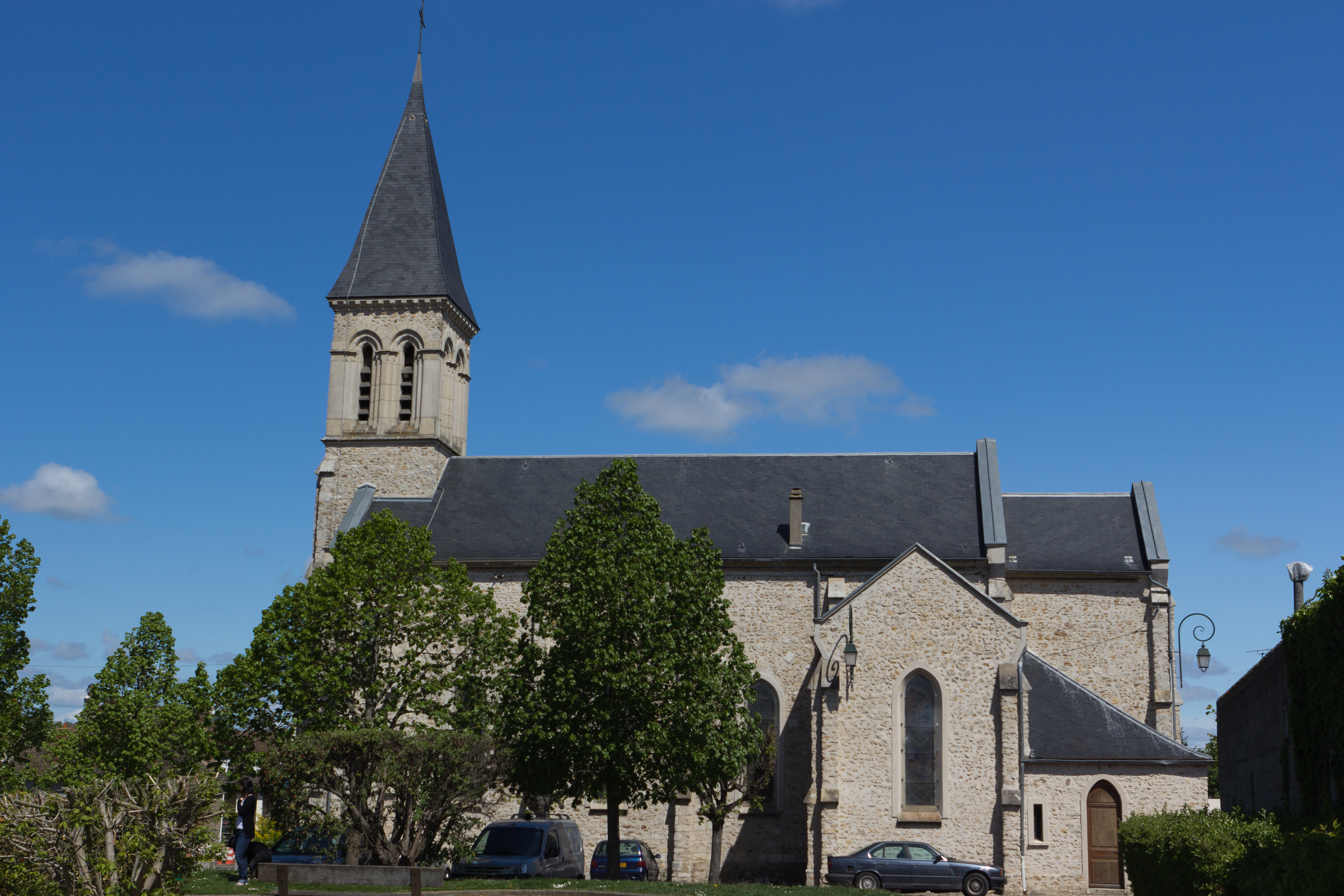
Kirche Saint-Martin

## Persönlichkeiten
- Olivier le Daim (1428–1484), Kammerherr des französischen Königs Ludwig XI. und Eigentümer des Herrensitzes Saussay
- Auguste François-Marie de Colbert-Chabanais (1777–1809), Brigadegeneral und Eigentümer des Château de Saussay
- Jacques de Bourbon Busset (1912–2001), Schriftsteller, Politiker und einstiger Bürgermeister von Ballancourt-sur-Essonne